# Frankliniella bispinosa
Frankliniella bispinosa (лат.) — вид трипсов рода Frankliniella (Thripinae, Thysanoptera). Северная Америка, Центральная Америка и Карибский бассейн.

## Описание
Этот бледный вид характеризуется дорсальными апикальными шиповидными волосками на усиковом сегменте II, характерной формой базального воротничка усикового сегмента III и блюдцеобразной педицелем. Отличительные признаки: тело, передние крылья, ноги бледные; пигментированные вентральные фасетки глаз с рисунком 0-1-2. Антеннальный сегмент II с дорсальными апикальными шиповидными волосками, сегмент III педальный в виде блюдца, базальный воротничок отчётливый, дистально расширен и часто по бокам медиально сужен. Голова с волосками PO1, волоски OC3 в положении 2B. Пронотум обычно с 2 волосками mAM. Верхняя поверхность задних тазиков без микротрихий. Тергит VIII брюшка заднемаргинальный гребень неполный.